# Taxmattvävare
Taxmattvävare (Tapinopa longidens) är en spindelart som först beskrevs av Karl Friedrich Wider 1834.  Taxmattvävare ingår i släktet Tapinopa och familjen täckvävarspindlar. Arten är reproducerande i Sverige. Inga underarter finns listade i Catalogue of Life.